# Dicyrtoma atra
Dicyrtoma atra är en urinsektsart som först beskrevs av Carl von Linné 1758.  I den svenska databasen Dyntaxa används istället namnet Ptenothrix atra. Enligt Catalogue of Life ingår Dicyrtoma atra i släktet Dicyrtoma och familjen Dicyrtomidae, men enligt Dyntaxa är tillhörigheten istället släktet Ptenothrix och familjen Dicyrtomidae. Arten är reproducerande i Sverige. Inga underarter finns listade i Catalogue of Life.